# Paul Schweizer (Historiker)
Paul Schweizer (* 9. September 1852 in Zürich; † 7. August 1932 in Vulpera) war ein Schweizer Archivar, Historiker und Hochschullehrer.

## Leben und Werk

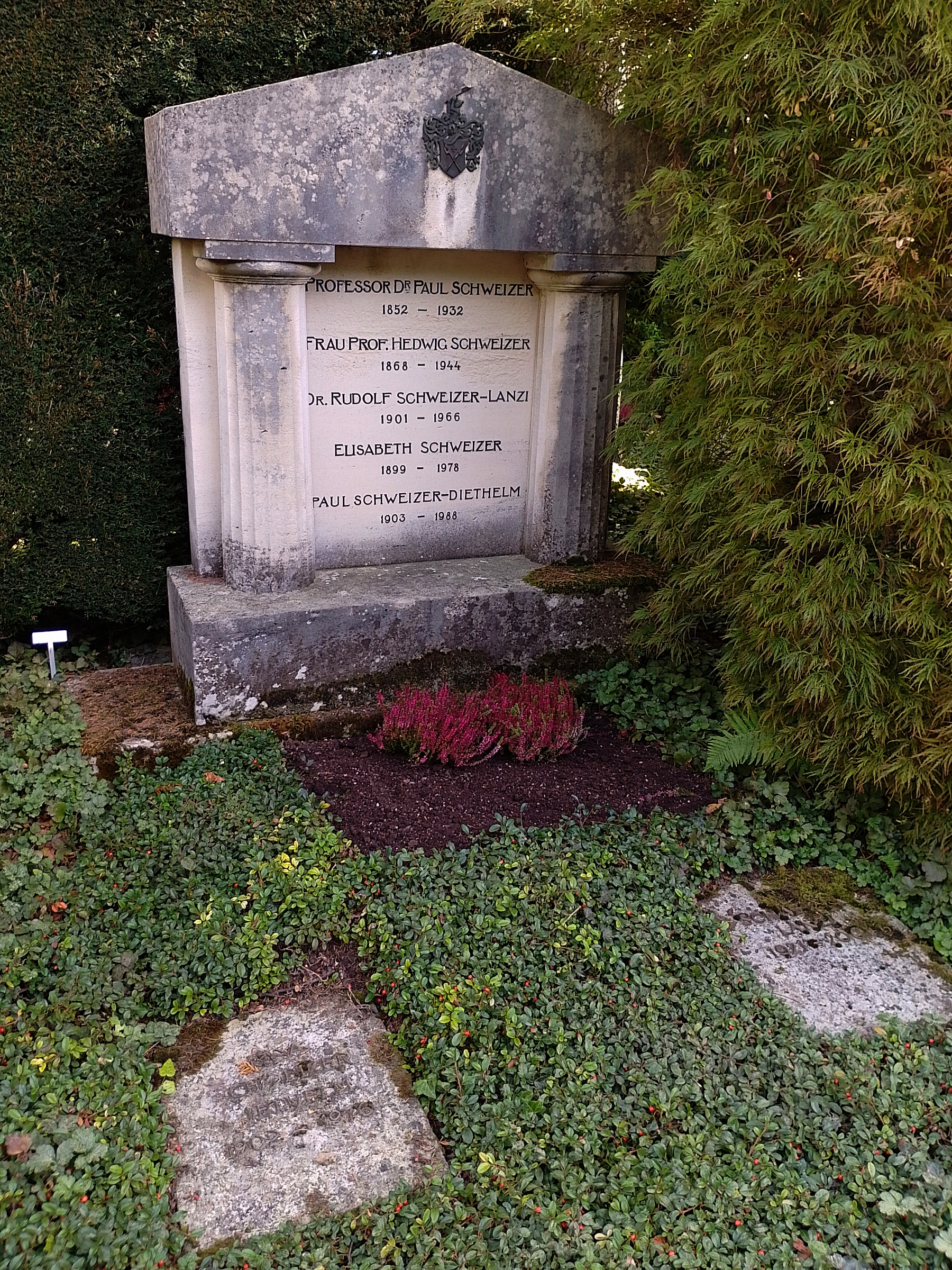
Grab, Friedhof Enzenbühl, Zürich

Paul Schweizer war ein Sohn des Theologen Alexander Schweizer und der Rosina, geborene Hürlimann, und ein Enkel des Johann Jakob Hürlimann. Sein Bruder war der Militärhistoriker Alexander Schweizer.
Von 1871 bis 1876 studierte er Geschichte in Zürich und Berlin und promovierte im gleichen Jahr mit der Arbeit über die Vorgeschichte und Gründung des schwäbischen Bundes. Anschliessend war er Privatdozent an der Universität Tübingen und ab 1881 an der Universität Zürich.
1881 wurde er Nachfolger von Johannes Strickler als Zürcher Staatsarchivar und reorganisierte in den folgenden Jahren das Staatsarchiv. Zudem konzipierte und edierte er das Zürcher Urkundenbuch und kommentierte das Habsburger Urbar. 1897 trat er zurück. Paul Schweizer war ab 1892 ausserordentlicher und von 1909 bis 1921 ordentlicher Professor für Geschichte und historische Hilfswissenschaften an der Universität Zürich.
Paul Schweizer heiratete 1892 Hedwig, geborene Büdinger. Sie war die Tochter des Max Büdinger. Seine letzte Ruhestätte fand er auf dem Friedhof Enzenbühl in Zürich.

## Schriften (Auswahl)
- Vorgeschichte und Gründung des Schwäbischen Bundes. Schulthess, Zürich 1876 (Dissertation, Universität Zürich) (Digitalisat).
- (Hrsg.): Correspondenz der französischen Gesandtschaft in der Schweiz 1664–1671 (= Quellen zur Schweizer Geschichte, Bd. 4). Schneider, Basel 1880.
- (Mithrsg.): Urkundenbuch der Stadt und Landschaft Zürich. 11 Bände. Höhr, Zürich 1888–1925.
- (Hrsg.): Alexander Schweizer: Biographische Aufzeichungen, von ihm selbst entworfen. Schulthess, Zürich 1889.
- (Mitarb.): Siegelabbildungen zum Urkundenbuch der Stadt und Landschaft Zürich. 2 Bände. Höhr, Zürich 1891/1925.
- Geschichte des Zürcher Staatsarchives. Ulrich, Zürich 1894.
- Geschichte der Schweizer Neutralität. Huber, Frauenfeld 1895 (1032 S.).
- Inventar des Staatsarchivs des Kantons Zürich. Wyss, Zürich 1897.
- Die Wallenstein-Frage in der Geschichte und im Drama. Fäsi & Beer, Zürich 1899.
- Götz von Berlichingen. In: Mittheilungen des Instituts für Österreichische Geschichtsforschung, Ergänzungsband 5 (1903), S. 475–603.
- (mit Walther Glättli): Das Habsburgische Urbar. Bd. 2,2: Register, Glossar, Wertangaben, Beschreibung, Geschichte und Bedeutung des Urbars (= Quellen zur Schweizer Geschichte, Bd. 15, T. 2), Geering, Basel 1904.
- Geschichte der Familie Schwyzer oder Schweizer, in Zürich verbürgert seit 1401. Amberger, Zürich 1916.

Festschrift
- Festgabe Paul Schweizer. Überreicht zum 70. Geburtstag am 9. September 1922  von Freunden, Kollegen und Schülern. Berichthaus, Zürich 1922.